# Teucholabis (Paratropesa) singularis
Teucholabis (Paratropesa) singularis is een tweevleugelige uit de familie steltmuggen (Limoniidae). De soort komt voor in het Neotropisch gebied.